# Ludwig II. – Sehnsucht nach dem Paradies
Ludwig II. – Sehnsucht nach dem Paradies ist ein Musical über das Leben und Sterben des bayerischen Königs Ludwig II. Die Musik komponierte Franz Hummel, Idee, Buch und Regie stammen von Stephan Barbarino.

## Geschichte
Das Stück wurde am 7. April 2000 als wichtigster Teil des Themenparks Ludwig II., im eigens für dieses Werk erbaute Musical Theater Neuschwanstein in Füssen uraufgeführt. Die Architektur stammt von Josephine Barbarino. Das Bühnenbild für die mit eigenem Bühnensee sehr aufwändige Erstproduktion am Originalschauplatz gegenüber Schloss Neuschwanstein stammte vom Bühnenbildner Heinz Hauser, die Kostüme hat der Designer Joachim Herzog entworfen. Bis zu seiner vorläufig letzten nach 1506 Vorstellungen am 31. Dezember 2003 hatte das Musical über 1,5 Millionen Besucher. 2001 wurden Hummel, Barbarino und Hauser für das Musical mit dem Kultur- und Kunstpreis der Stadt Füssen ausgezeichnet.
Das Musical wurde für das Deutsche Theater in München von Barbarino neu inszeniert. Die Premiere fand am 4. August 2005 statt; die Spielzeit dauerte bis Oktober 2005. Eine wesentliche Änderung der Neuinszenierung war die Einbindung von 3D-Effekten, zu deren Betrachtung die Besucher entsprechende Brillen erhielten. Im mittlerweile in Festspielhaus Neuschwanstein umbenannten Musical-Theater in Füssen wurde die Behandlung der Thematik ab 2005 durch ein anderes Musical namens Ludwig ² realisiert.
2019 entstand eine überarbeitete Fassung von "Ludwig II. – Sehnsucht nach dem Paradies", die das Stadttheater Regensburg aus Anlass von Hummels 80. Geburtstag in sein Programm aufnahm.

## Lieder
| - Du holde Kunst - Sissis Liebeslied - Allianz-Song - Immobilien-Song | - Ministermarsch - Adler und Möwe - Introduktion zum Walzer - König-Ludwig-Walzer | - Paradies-Polka - Ned Daschregga - Cannabis-Kanapee - Stepp-Plattler | - Ballonfahrt um die Welt - Weltschmerz-Arie - Verlobungs-Walzer - Single-Ballade | - Bacchanal - Zeit wird Musik - Erinnerung ist Paradies (Zitherlied) - Gloria |